# Bristol Buckingham

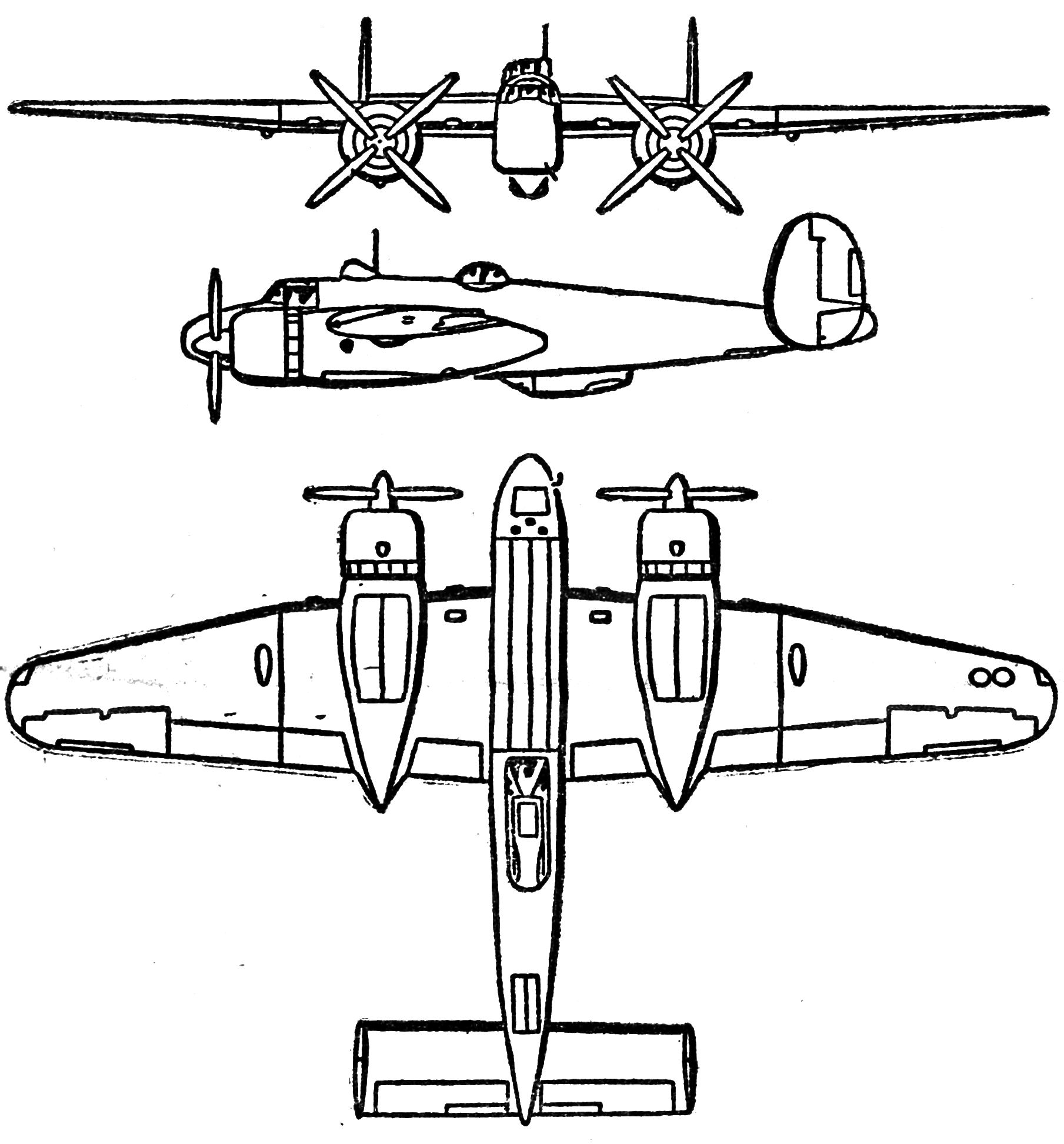
Bristol Buckingham

De Bristol type 163 Buckingham is een Britse tweemotorige bommenwerper, gebouwd door de Bristol Aeroplane Company in de tweede helft van de Tweede Wereldoorlog. Net als bij de Bristol Brigand was het ontwerp van de Buckingham gebaseerd op de beproefde Bristol Beaufighter.

## Ontwikkeling
De Buckingham had het achterste deel van de romp en de staart van de Beaufighter, met een grotere vleugel en een nieuw midden- en voorste deel van de romp. Het toestel kreeg twee Bristol Centaurus motoren en een bemanning van vier: piloot, radio-operator, schutter en navigator/bommenrichter. De bommenrichter bevond zich achteraan in een gondel onder de romp. Het toestel had een bewapening van tien machinegeweren: vier in de neus, bediend door de piloot; vier in een draaibare geschutskoepel boven op de romp en twee naar achter vurende in de gondel onder de romp. De eerste vlucht vond plaats op 4 februari 1943.

## Inzet en Operaties
Tegen de tijd dat de Buckingham in serieproductie kwam, had RAF Bomber Command echter geen behoefte meer aan een dergelijk type voor de oorlog in Europa. Dagbombardementen werden uitgevoerd door Amerikaanse bommenwerpers en nachtbombardementen door de Havilland Mosquitos. Het ontwerp werd omgevormd tot een snel transport- en verbindingsvliegtuig voor vier passagiers. De bewapening en bepantsering werd verwijderd en in de bommenruimte werden extra brandstoftanks geïnstalleerd, zodat het vliegbereik verhoogde tot 3000 mijl (4800 km). Deze versie, aangeduid met Buckingham (C) Mark I, kreeg Bristol Centaurus VII motoren in plaats van de Centaurus IV van de bommenversie, die aangeduid werd met Buckingham (B) Mark I. De transportversie was minder zwaar dan de bommenwerper en had iets betere vliegprestaties.
Uiteindelijk zijn er 54 exemplaren als bommenwerper gebouwd, die overzee verscheept werden als vervangers van Vickers Wellingtons, en 65 als transportvliegtuig. 65 onafgewerkte exemplaren werden na de oorlog voltooid als Buckmaster tweemotorige trainers.